# Psittaculini
Psittaculini é uma tribo de papagaios pertencentes à família Psittaculidae. As subdivisões dentro da tribo são controversas.